# 1512
1512 (MDXII) je bilo prestopno leto, ki se je po julijanskem koledarju začelo na četrtek.

## Dogodki
- 1. januar

## Rojstva
- 5. marec - Gerardus Mercator, beligjski (flamski) kartograf, geograf († 1594)

Neznan datum
- Devlet I. Geraj, kan Krimskega kanata († 1577)

## Smrti
- 23. januar - Vlad V. Mlajši, vlaški knez (* 1488)
- 26. maj - Bajazid II., sultan Osmanskega cesarstva (* 1447)